# Scelidocteus pachypus
Scelidocteus pachypus là một loài nhện trong họ Palpimanidae. Loài này được phát hiện ở West-Afrika.